# Cahir Abbey

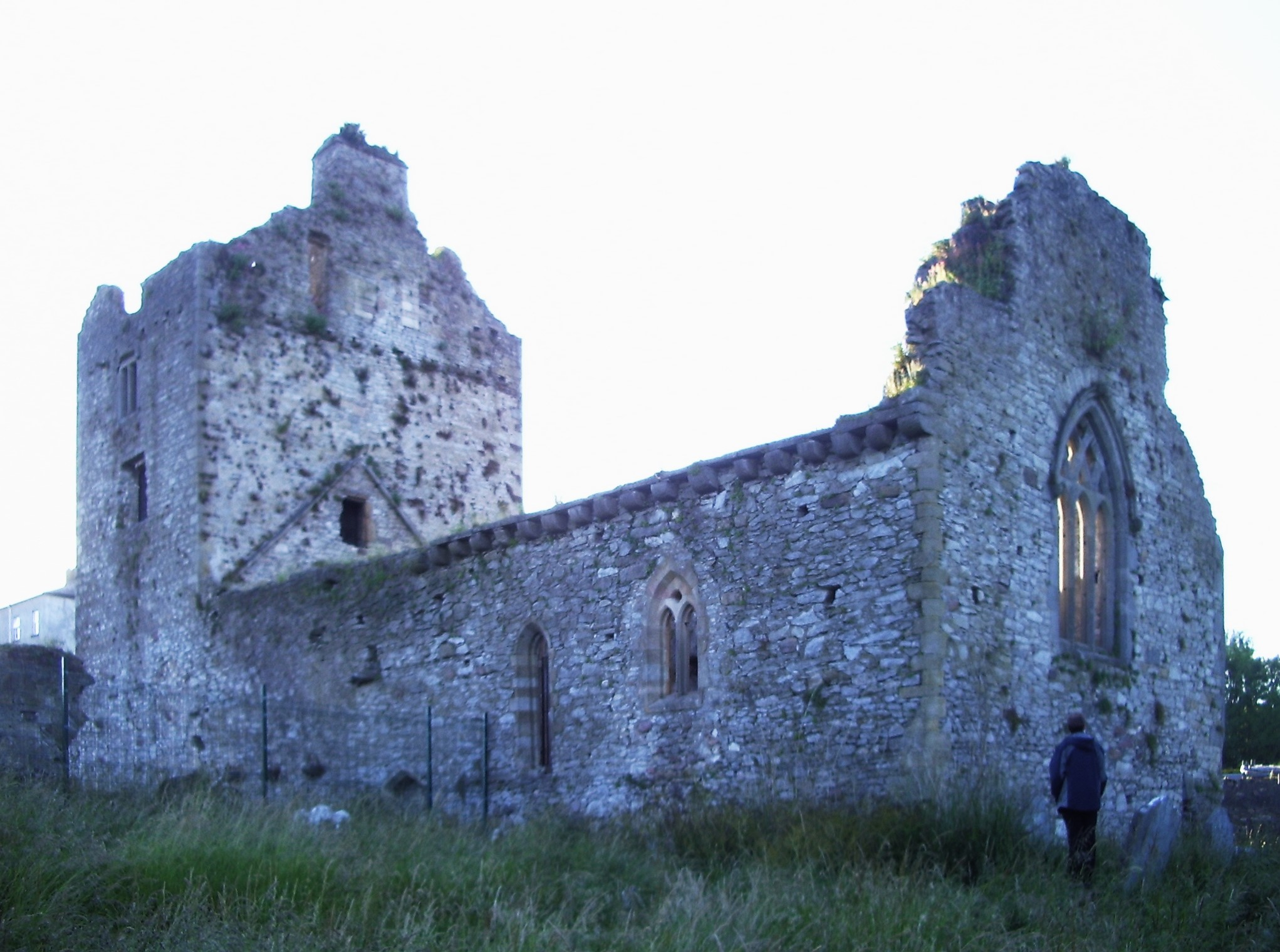
Ruine der Abbey

Cahir Abbey (auch Cahir Priory, irisch Mainistir na Cathrach) ist ein ehemaliges Augustiner-Chorherrenstift in der gleichnamigen Ortschaft im County Tipperary in Irland.

## Geschichte
Das Kloster wurde im 13. Jahrhundert während der Herrschaft König Johns von dem normannischen Ritter Geoffrey de Camville († um 1219) als „Abbey of Our Lady“ gegründet.
Die Gemeinschaft der Augustiner in Cahir bestand für 400 Jahre. Der letzte Prior des Priorats war Edward Lonergan. Erhalten ist heute noch die Ruine des Chors mit gotischen Maßwerkfenstern und der Turm. Das Kirchenschiff und die übrigen Prioratsgebäude von St. Mary wurden zerstört. Eine Abtei ist das Priorat an der heutigen Abbey Street niemals gewesen, diese Bezeichnung entstammt lediglich dem örtlichen Volksmund.